# サムエル・ガルシア・サンチェス
サムエル・ガルシア・サンチェス（Samuel García Sánchez、1990年7月13日 - ）は、スペイン・マラガ出身の元サッカー選手。現役時代のポジションはミッドフィールダー、フォワード。

## 経歴

### クラブ

#### ビジャレアルCF
2015年、ビジャレアルCFへ移籍した。